# ۴۳۱ (میلادی)
۴۳۱ (میلادی) چهارصد و سی و یکمین سال تقویم میلادی است.

## زادگان
- آناستاسیوس اول، امپراتور امپراتوری بیزانس (تاریخ تقریبی)
- اودوآسر، اولین پادشاه «بربر» ایتالیا (متوفی ۴۹۳)

## درگذشتگان
- ۲۲ ژوئن - پائولینوس نولا (Paulinus of Nola)، اسقف و شاعر مسیحی (متولد ۳۵۴)

- کیفو مومو (Qifu Mumo)، شاهزاده ایالت شیان‌بی چین غربی

‎